# Каматра
Каматра (греч. «каматеро» — рабочий вол; укр. Каматра, крымскотат. Агын-Оба) — гора высотой 245,1 метров на правом берегу реки Шелен, отрог Главной гряды Крымских гор.

## Описание
Находится в юго-восточной части Крыма, возвышается с северо-восточной стороны села Морское. Имеет плоскую вершину и террасированные в ходе лесопосадок склоны, искусственные насаждения сосны крымской.
Предположительно на склоне горы в VIII—IX веках располагалось поселение Капсихор.
По одной из версий, название Каматра с греческого переводится как «Утомительная» (искаженное греч. «καματηρά» — утомительная, тягостная, изнурительная (о дороге, подъеме).
Старое селение Капсихор было небольшим и находилось под горой Каматра, а храм монастыря святого Илии вероятнее всего был приходским. Будучи народом набожным, греки воскресный день обязательно посвящали Богу, не говоря уже о других церковных праздниках, именинах и днях памяти ближних. В такие дни жители Капсихора, посещали стоящий на высокой горе храм Илии пророка. Подъем в монастырь был не легким, оттого и гору назвали Утомительной.
.
На отроге горы Каматра 1 августа 2008 года восстановлен и благоустроен родник.

## Археология
В конце 90-х годов XX века на вершине Каматры обнаружен фундамент греческого монастыря библейского пророка Илии.
Среди руин одного из монастырей св. Илии на Каматре собраны фрагменты амфорной тары XII—XIV вв.

## Галерея

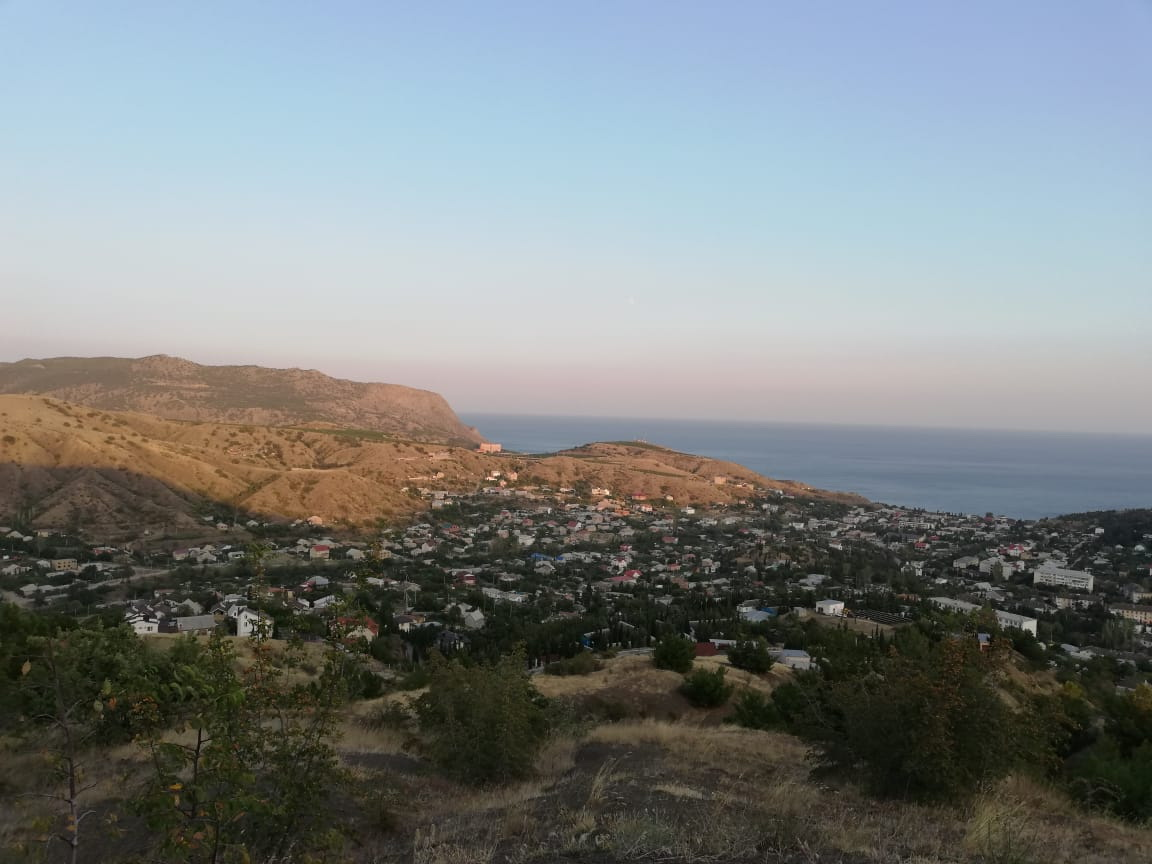
Вид с Каматры на посёлок Морское, гору и мыс Ай-Фока
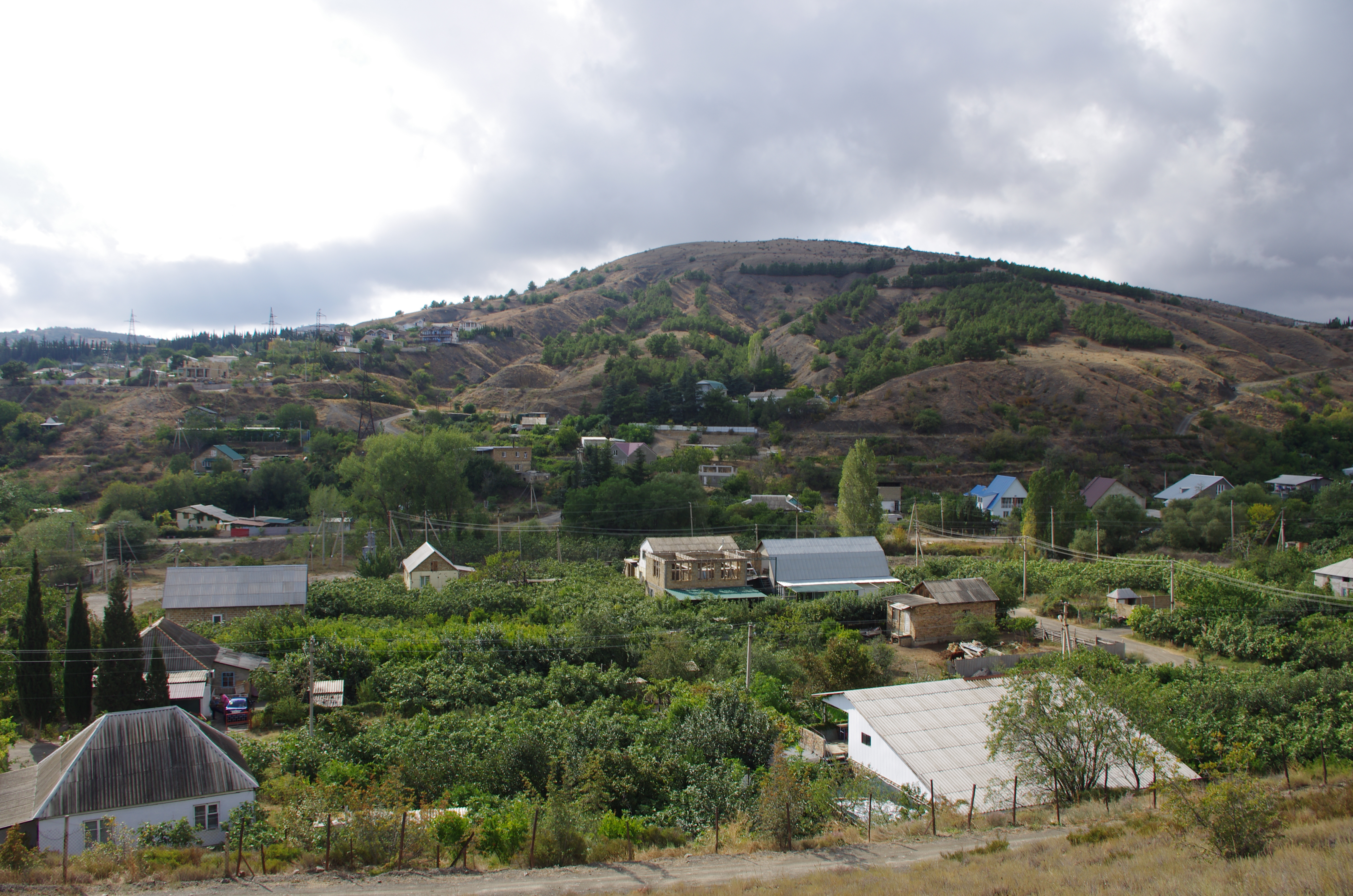
Каматра со стороны хребта Голлер